# Thorstein Elias Hjaltelin
Thorstein Elias Hjaltelin (Hjaltalín) (1771 – 1817 i Halle) var en islandsk maler.
Han hed Thorstein Illugason Hjaltalín og var søn af Illugi Jónsson (død 19. januar 1782), præst i Kirkjuból på Island og Sigriður Magnusðéttir (død 1830) og var sine forældres 16. barn, opdroges i armod og nød, levede af fisk og fisketran, lærte først som yngling brød at kende og sov som oftest under åben himmel. I 1789 drog han ud i den vide verden, led skibbrud og kom endelig til Danzig, hvorfra han på lykke og fromme vandrede videre, uden en skilling i lommen, uden at kunne tale andet end islandsk, sultende, frysende, sovende under åben himmel. Næsten død af sult faldt han i hænderne på en polsk friherre Trenck, der beholdt ham hos sig nogen tid. Så vandrede Hjaltelin videre, kom 1792 til Braunschweig, hvor lakvarefabrikanten Stobwasser opdagede store anlæg for malerkunsten hos ham og sendte ham til maleren Pascha Johann Friedrich Weitsch i Salzdahlum ved Braunschweig, hvor Hjaltelin lærte i tre år, hvorefter han vendte tilbage til sin velgører i Braunschweig. Hjaltelin giftede sig 3. maj 1795 med Sophie Rosine Rudolphe født Schroeder (død 1856 i Braunschweig), gik 1802 til Dresden, hvor han på kobber malede to fantasilandskaber i Ruisdaels smag, som pristes meget. Hjaltelins kunstnervirksomhed, som dog hverken blev stor eller betydelig, hører udelukkende Tyskland til.